# Джексон, Томас Герберт Эллиот
Томас Герберт Эллиот Джексон (англ. Thomas Herbert Elliot Jackson, 12 января 1903 или 1920, Дорсет — 22 мая 1968 или 1999, Китале, Рифт-Валли) — английский энтомолог, наиболее известный своими исследованиями африканских бабочек. Был членом Королевского энтомологического общества Лондона.

## Биография
Джексон родился в Дорсете в 1903 году. Он получил образование в Веллингтонском колледже, так как его отец, бригадный генерал Х. К. Джексон, хотел чтобы сын стал военным. Однако юный Джексон не проявлял особой склонности к армии и после Веллингтона поступил в Сельскохозяйственный колледж Харпера Адамса в Шропшире.
В 1923 году, после краткого визита в Кению, он отправился в Индию, чтобы работать на плантации индиго, принадлежавшей его дяде. В следующем году он навсегда вернулся в Кению и поселился на ферме на склонах горы Элгон, где вскоре к нему присоединились его отец и семья. Вместе с отцом они основали кофейную ферму «Капретва» и хотя pанее кофе в этом регионе никогда не выращивали, но в конце концов их ферма расцвела и стала одной из лучших кофейных плантаций в округе.
С началом войны Джексон был призван в 4-й Королевский африканский стрелковый полк. Затем он был откомандирован в администрацию округа Туркана, где в основном отвечал за формирование нерегулярных войск. Позже ему было поручено военное управление большой территорией в Северном Сомали, и к концу войны он дослужился до звания подполковника. После войны Джексон вернулся на ферму и посвятил свое время ферме, саду и энтомологической деятельности.
С ранней юности Джексон был заядлым натуралистом; у него развился всепоглощающий интерес к энтомологии, которой он занимался на протяжении всей своей жизни. В 1928 году он принял участие в Британской музейной экспедиция Рувензори с Т. В. Эдвардсом, диптерологом, и Джорджем Тейлором, ботаником, и собрал огромное количество насекомых, особенно бабочек и жуков, большинство из которых находится в коллекциях Британского музея.
За многие годы своего пребывания в Кении Джексон собрал одну из лучших в мире коллекций африканских бабочек. Все свободные минуты он тратил на сборы в разных частях Африки; он разработал новые методы сбора и разведения бабочек, а также обучил сбору нескольких местных жителей, которые после этого постоянно занимались сбором бабочек по всей тропической Африке.
Результатом его работы стали сотни открытых новых видов и многочисленные научные публикации. В 1961 году Джексон понял, что его коллекция должна стать более доступной для ученых, и отправил часть ее в Британский музей, а часть коллекции и свою энтомологическую библиотеку передал Национальному музею Кении в Найроби.
Джексон занимался изучением многих отраслей естествознания и был также хорошим орнитологом и ботаником. За годы жизни он создал один из самых красивых ботанических садов в Кении, а также собрал выдающуюся коллекцию местных и экзотических орхидей.
Джексон был убит бандой преступников в своем доме недалеко от Китале, Кения, в ночь на 22 мая 1968 года.

## Автор таксонов
Джексон является автором около 60 названий таксонов:
- Acraea burgessi
- Alaena johanna tsavoa
- Alaena ngonga
- Cephetola bwamba
- Cephetola kamengensis
- Cephetola katerae
- Cephetola mercedes ivoriensis
- Cephetola mpangensis
- Cephetola nigeriae
- Cephetola ouesso
- Cephetola subgriseata
- Charaxes alpinus nyikensis
- Charaxes dilutus montis
- Charaxes ethalion alpinus
- Charaxes karkloof
- Charaxes karkloof capensis
- Charaxes marieps
- Charaxes martini
- Charaxes pembanus usambarae
- Charaxes smaragdalis ♀ f. caerulea
- Charaxes viola diversiforma
- Charaxes zoolina mafugensis
- Chloroselas minima
- Chloroselas ogadenensis
- Chloroselas pseudozeritis umbrosa
- Chloroselas vansomereni
- Citrinophila bennetti
- Cupidesthes caerulea
- Deudorix dinomenes diomedes
- Deudorix lorisona coffea
- Deudorix lorisona sesse
- Epitolina catori ugandae
- Euptera mirifica
- Euryphene wilverthi kayonza
- Euryphura vansomereni
- Geritola cyanea
- Geritola dubia
- Geritola mirifica
- Geritola subargentea
- Hewitsonia ugandae
- Hypophytala nigrescens
- Hypophytala vansomereni
- Mimacraea krausei karschioides
- Neaveia lamborni orientalis
- Papilio antimachus parva
- Phytala elais ugandae
- Pseudacraea deludens terrena
- Pseudacraea dolomena kayonza
- Pseudacraea kuenowi kigezi
- Pseudathyma falcata
- Pseudathyma lucretioides
- Stempfferia
- Stempfferia alba
- Stempfferia carcassoni
- Stempfferia ciconia mongiro
- Stempfferia coerulea
- Stempfferia magnifica
- Telipna aurivillii jefferyi
- Telipna cameroonensis
- Telipna kayonza